# 尾関正勝
尾関 正勝（おぜき まさかつ）は、安土桃山時代から江戸時代初期の武将。福島正則の家臣。尾関吉次の長男。官位は石見守。備後国三次尾関山城主。

## 生涯
元亀2年（1571年） 、尾関吉次の長男として誕生。福島正則に仕え、要となる重臣の1人であった。
武勇に長けており、天正17年（1589年）の小田原征伐に従軍し、父・吉次とともに韮山城攻めに参加、一番乗りの戦功を挙げたが左目に銃弾を受け、隻眼となった。
文禄・慶長の役や関ヶ原の戦いでも勇名をはせた。関ヶ原の戦いの後、同じく福島家先鋒を勤めた福島丹波・長尾隼人とともに徳川家康に招かれ労をねぎらわれている。
主君・福島正則の広島入封後は陰陽を結ぶ交通の拠点である備後国三次地方の積山城を修築し、寄騎衆分も含め21,017石を領した。居城は後に尾関山城と呼ばれるようになった。元和2年（1616年）、福島氏が江戸幕府から名古屋城造営を命じられたときには、正則の名代としてその任を果たした。
元和5年（1619年）、福島正則は広島城の修復を無断で行ったことが原因で、信濃国川中島へ蟄居となった。その際に正勝はいち早く広島城に人質を出し兵站を整え、ほかの重臣が広島城に集まり対策協議する中、一人欠席して日々町人と煎茶を楽しんでいた。その理由として、「評定の必要なし。城の明渡しを拒否して戦うのみ」と答えたという。なお、広島藩の家臣団は、江戸にいる福島正則の安否が確認できず、広島城や三原城等に籠城する姿勢を見せたが、正則の指示で整然と引き渡した。この時の行動は賞賛され、後に大名改易時の国元家臣団のとるべき作法の見本とされた。
正勝は福島正則の川中島移封へは従わず、翌元和6年（1620年）に死去。遺骸は、かつてこの地の国人だった三吉氏の菩提寺である岩屋寺に葬られた。
福島正則改易後の尾関一族は、岡山藩主池田光政に仕えて存続した。
また、一族の尾関権之守が現在の北広島町大暮に移住し、その末裔が建てた尾関神社が存在している。